# Biblia Hebraica (Kittel)
Biblia Hebraica är en utgåva av den hebreiska texten till Gamla Testamentet vars första edition utkom 1906 med Rudolf Kittel som redaktör. Den följdes av ytterligare en edition grundad på den tryckta texten från 1525. Från och med edition 3 även kallad BK3 utgörs utgångstexten för textutgåvan av Codex Leningradensis från år 1008. Den edition som fortfarande i början av 2000-talet används är Biblia Hebraica Stuttgartensia (BHS). Den femte editionen, Biblia Hebraica Quinta (BHQ), är fr o m 2004 under utgivning.